# Slingsby T.26 Kite 2
Dimensions
Le Slingsby Type 26 Kite 2 est une évolution d'après-guerre du Slingsby T.6 Kirby Kite, un planeur monoplace d'entrainement. Il s'est vendu en petit nombre.

## Développement
Après la fin de la Seconde Guerre mondiale, Slingsby Sailplanes construit une version modernisée du T.6 Kirby Kite, qui s'était bien vendu, le Type 23 Kite 1A. Le gain de performance étant faible un seul planeur a été construit. Après cet échec, Slingsby développe le Type 26 Kite 2, revu plus en profondeur avec une nouvelle aile et un fuselage allongé.
Le Kite 2 était un planeur en bois et toile. Le Kite d'origine (et le Kite 1A) avait des ailes en mouette, les ailes du Kite 2 ont un dièdre constant de 2,5 o sur toute la longueur et une corde diminuant régulièrement donnant des bords de fuite et d'attaque rectilignes. L’ancien profil aérodynamique Göttingen est remplacé par deux nouveaux NACA. Il n'y a pas de volets mais des aérofreins montés sur l'extrados. L’aile est montée sur un pylône et, comme sur l’ancien Kite, un seul hauban rigide relie chaque aile et le bas du fuselage. Le pilote est assis immédiatement devant le pylône sous une verrière qui se raccorde avec le pylône. La verrière est fixée sur un capot qui se retire pour monter à bord. Le nouveau poste de pilotage augmente légèrement la longueur du nez, mais la plupart des 1030 mm supplémentaire du fuselage se trouvent en arrière des ailes. La queue du Kite 2 est identique à celle de ses prédécesseurs, avec un gouvernail équilibré aérodynamiquement, un bord de fuite profond et arrondi monté sur une dérive qui n’était guère plus qu’un support de gouvernail. Le plan fixe de profondeur fixé sur le dessus du fuselage, est suffisamment en avant pour que les charnières de la gouverne de profondeur soient en avant de la dérive. Il y avait une forte conicité sur les surfaces horizontales et une grande découpe dans la gouverne de profondeur pour permettre le débattement du gouvernail. Une roue est ajoutée en arrière du patin.
Le Kite 2 a volé pour la première fois en 1948. Y compris le prototype, trois Kite 2 ont été construits par Slingsby, les deux derniers désignés Kite 2A avec un vrillage négatif en bout d'ailes. Un de ces derniers a eu ses spoilers remplacés par des aérofreins, devenant un Kite 2B. Après la reprise de la production par Martin Hearn Ltd. onze autres Kite 2 ont été construits. Un Kite 2B a été construit avec un empennage de Skylark 2. Le Kite 2A non modifié a volé avec la Royal Air Force Gliding and Soaring Association. Certains Kite ont volé avec des cockpits ouverts.